# Litauischer Pass

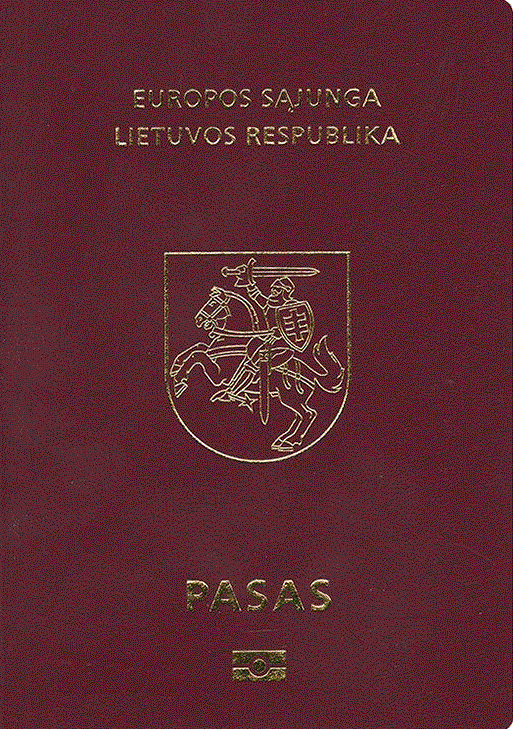
Biometrischer litauischer Reisepass (aktuelles Muster)

Der litauische Pass (lit. Lietuvos Respublikos piliečio pasas) ist ein Reisedokument, das für allgemeine Reisen der litauischen Staatsangehörigen ins Ausland ausgegeben wird. Zu unterscheiden sind hiervon insbesondere der Dienstpass und der Diplomatenpass, die für Reisen der Repräsentanten des ausgebenden Staates in dienstlicher Eigenschaft bestimmt sind.
Beim litauischen Reisepass handelt es sich um ein hoheitliches Dokument, dessen Ausgestaltung im Litauischen Passgesetz (Lietuvos Respublikos asmens tapatybės kortelės ir paso įstatymas)  geregelt wird. Litauische Identitätsausweise wie Pass und Identitätskarte fallen in Litauen in die Zuständigkeit des Innenministerium Litauens.
Mit dem litauischen Reisepass lassen sich viele Länder visafrei bereisen – im Mai 2018 erschienenen Henley Passport Index belegte er den 10. Platz.
Jeder Litauer kann von Geburt an einen Reisepass erhalten, bei Minderjährigen bis 16 Jahren bedarf der Antrag jedoch der Zustimmung der Sorgeberechtigten.

## Äußeres Erscheinungsbild
In Übereinstimmung mit dem Standarddesign der Europäischen Union sind die litauischen Pässe weinrot und mit dem litauischen Wappen in der Mitte der Vorderseite versehen. Die Worte "Europos Sąjunga" (Europäische Union) und "Lietuvos Respublika" (Republik Litauen) sind über dem Wappen und das Wort "Pasas" (Pass) unter dem Wappen angebracht. Litauische Reisepässe tragen unten das biometrische Standardsymbol.

### Seite mit Informationen zur Identität
Der litauische Pass enthält die folgenden Daten:
- Foto des Passinhabers (Breite: 35 mm, Höhe: 45 mm; Kopfhöhe (bis zur Haarspitze): 34,5 mm; Abstand vom oberen Ende des Fotos bis zum oberen Ende des Haares: 3 ;mm)
- Typ (P für normale Pässe)
- Code des ausstellenden Staates (LTU)
- Reisepass-Nr.
- Nachname
- Vornamen
- Staatsangehörigkeit
- Geburtsdatum
- Persönliche Nr.
- Geschlecht
- Ort der Geburt
- Datum der Ausstellung
- Behörde
- Datum des Verfalls
- Unterschriften des Inhabers

Die Informationsseite endet mit der maschinenlesbaren Zone.